# شعاب

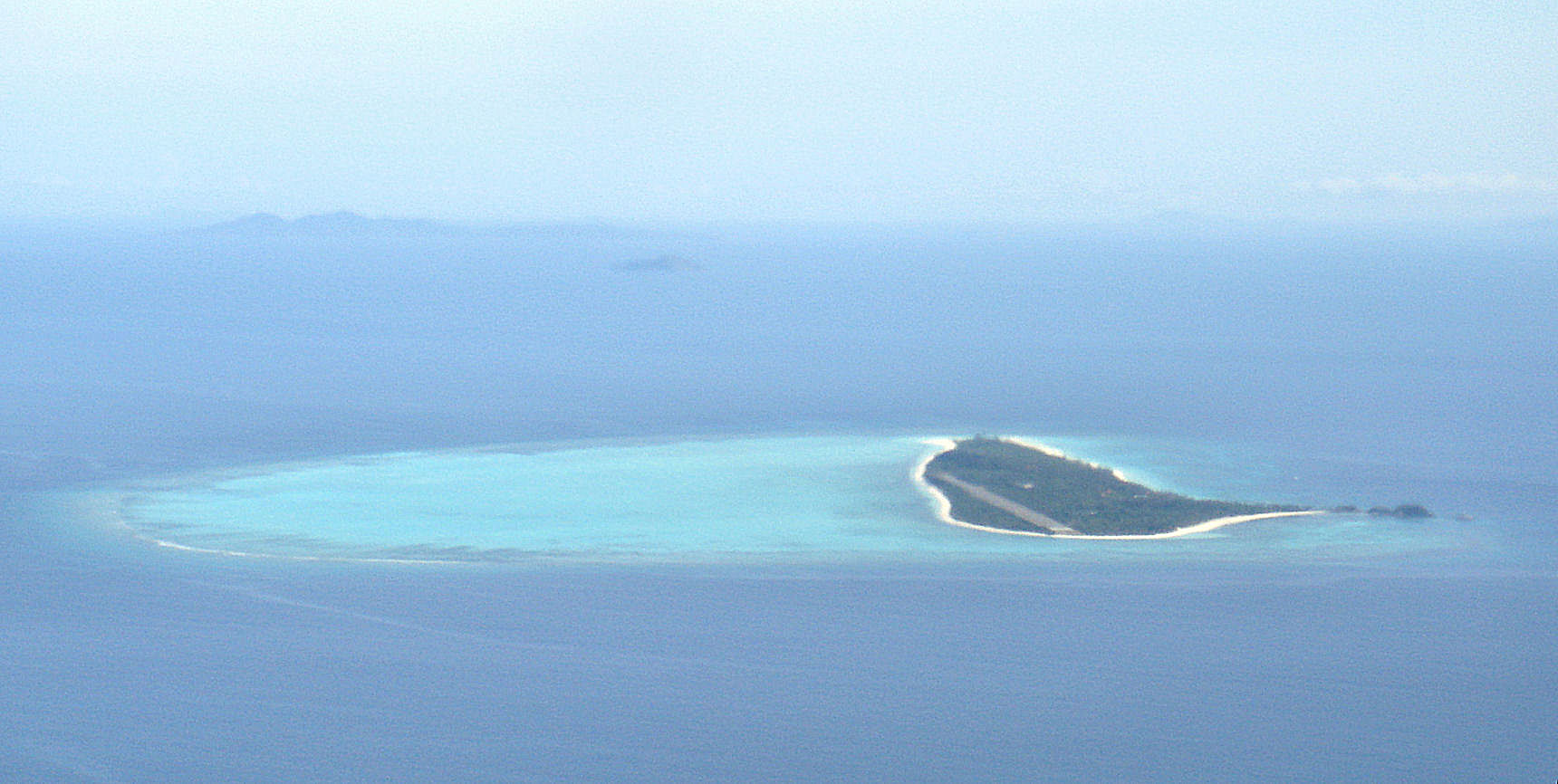
جزيرة باماليكانالتي تحيط بها الشعاب المرجانية، بحر سولو في الفلبين.

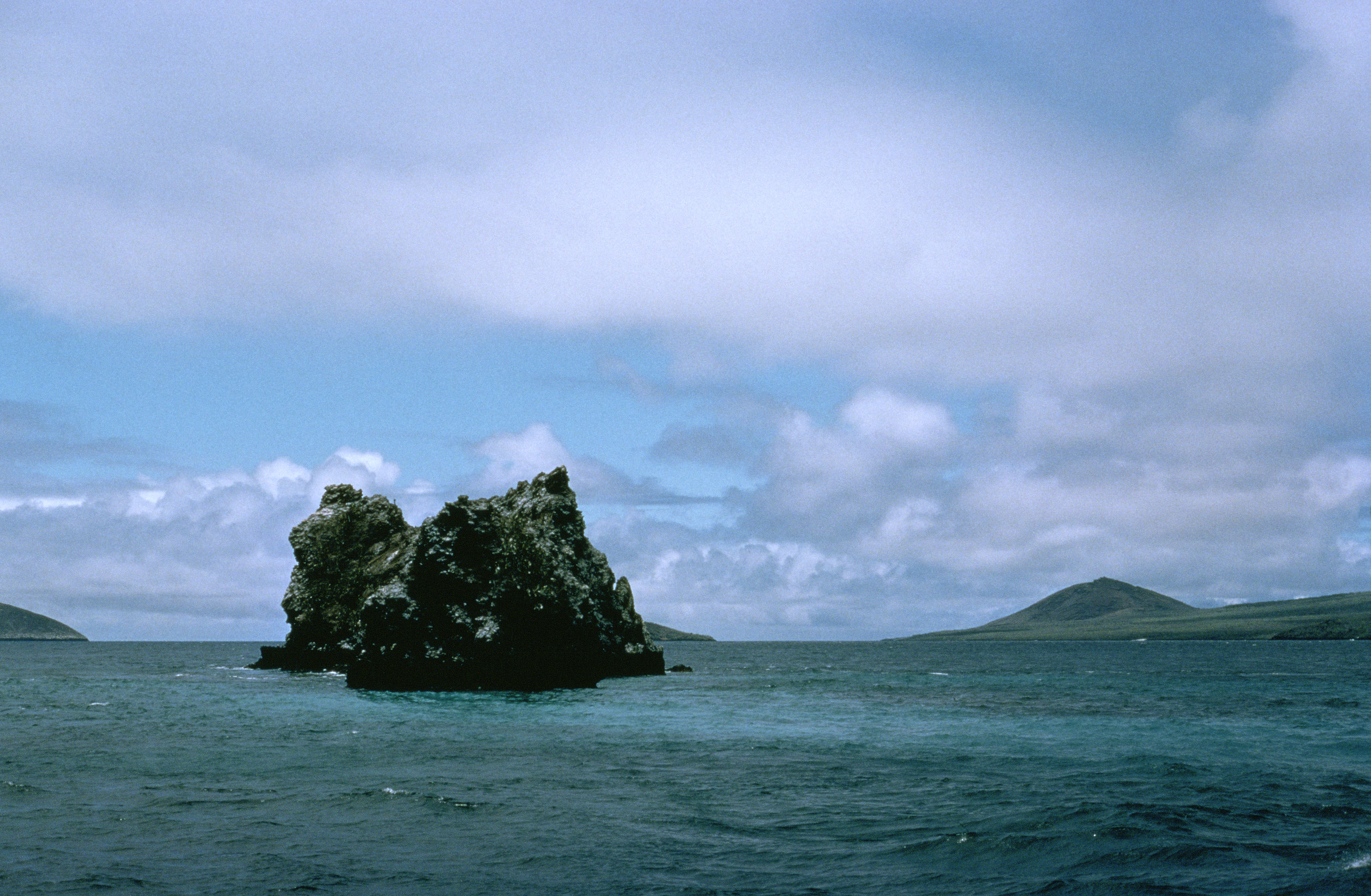
شعاب بحرية تحيط بـ جزيرة صغيرة.

طبقا لما أوردته قواميس المصطلحات البحرية فيما يتعلق بمصطلح الشعاب البحرية، فهي عبارة عن صخور أو حاجز رملي، أو أي شكل آخر يوجد تحت سطح الماء (عند عمق يبلغ ست قامات أو أقل تحت منسوب مياه البحر). وتُسمَّى أيضاً الحِشَاف، مفرده حَشَفَة.
تشكلت العديد من الشعاب البحرية نتيجة لعمليات لا حيوية - وهي ترسب الرمال والتآكل الموجي الذي يساعد في ظهور بروز تلك الصخور أو نتيجة حدوث ظواهر طبيعية أخرى — أما بالنسبة لأشهر أنواع الشعاب البحرية على الإطلاق فهي الشعاب المرجانية التي تستوطن المياه الاستوائية المتكونة عبر عمليات حيوية للشعاب المرجانية والطحالب الجيرية. في بعض الأحيان، نرى أن هناك أنواعًا من الشعاب الاصطناعية تشبه حطام السفن ويتم تكوينها بهدف تحسين التركيب الفيزيائي في الأعماق الرملية الساكنة بغرض جذب مجموعة متنوعة من الكائنات الحية، وخاصة الأسماك.

## الشعاب الحيوية

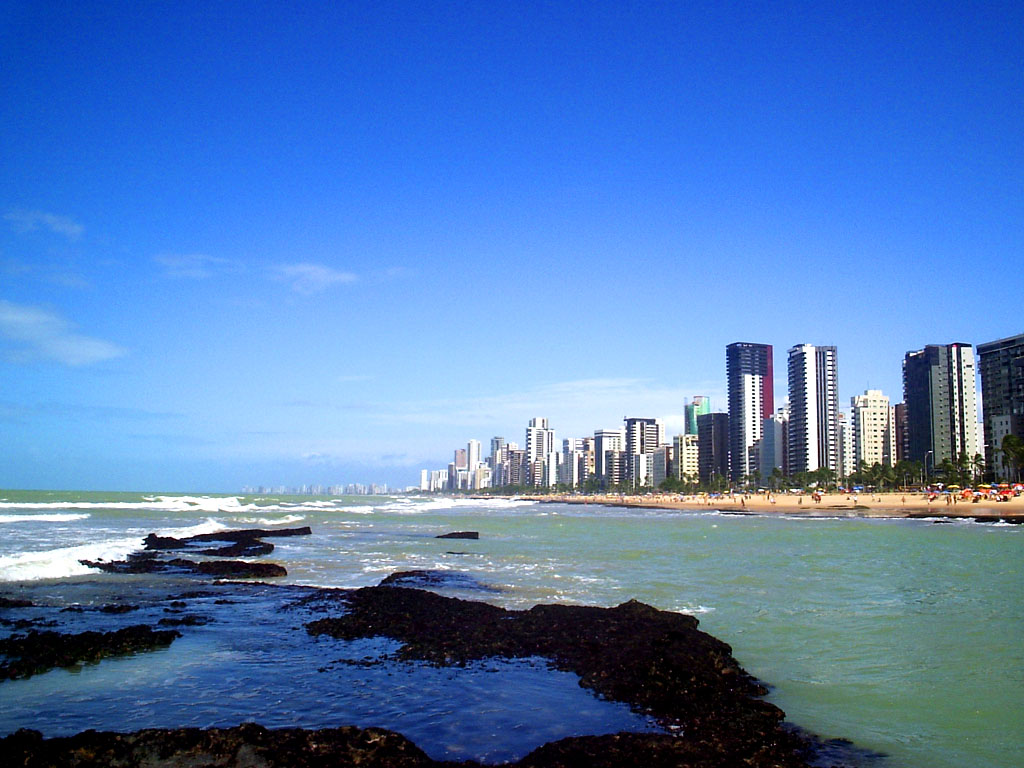
شعاب مرجانية على شاطئ مدينة ريسيفي ("شعاب")، بالبرازيل

هناك مجموعة متنوعة من الأنماط المختلفة للشعاب الحيوية، ومن بينها الشعاب المحارية؛ إلا أن الشعاب المرجانية الاستوائية تظل أكثر أنماط الشعاب انتشارًا على مستوى العالم. هذا وعلى الرغم من أن المرجان يسهم بشكل رئيسي في تشكيل الهيكل العام والكتلة المادية لتلك الشعاب المرجانية، إلا أن الطحالب الجيرية تعد من أكثر الكائنات الحية إسهامًا في الحفاظ على نمو الشعاب وحمايتها من تعدي اأمواج المحيط العاتية عليها، وخاصة بعض فصائل طحالب الكارولينا وليس كلها.
من ناحية أخرى، هناك أسماء أخرى لأنواع هذه الشعاب الحيوية يتم استخدامها تبعًا لعلاقة موقع الشعاب ذاتها بالموطن الذي تعيش فيه، إن وجد. ومن أنواع الشعاب الأخرى الشعاب المهدبة والشعاب الحاجزة، وكذلك الشعاب الحلقية. بالنسبة للشعاب المهدبة، فإنها تتخذ من الجزر موطنًا لها. أما نظيرتها من الشعاب الحاجزة، فإنها تشكل حواجز جيرية تطوق الجزيرة مما يعمل على تكوين بحيرة ساحلية ضحلة تفصل بين كل من الساحل والشعاب. وبالنسبة للشعاب الحلقية، فقد أُطلق عليها هذا المصطلح لأنها تأخذ شكل الحلقة وليس لها موطن معين تعيش به. تتميز الشعاب التي تقع في الجهة الأمامية (والتي تطل على الجهة الجانبية للمحيط) بأنها ذات طاقة مرتفعة بينما تكون طاقة البحيرة الساحلية الداخلية منخفضة بسبب وجود رواسب حبيبية ناعمة.

## الشعاب الجيولوجية

### التعريف

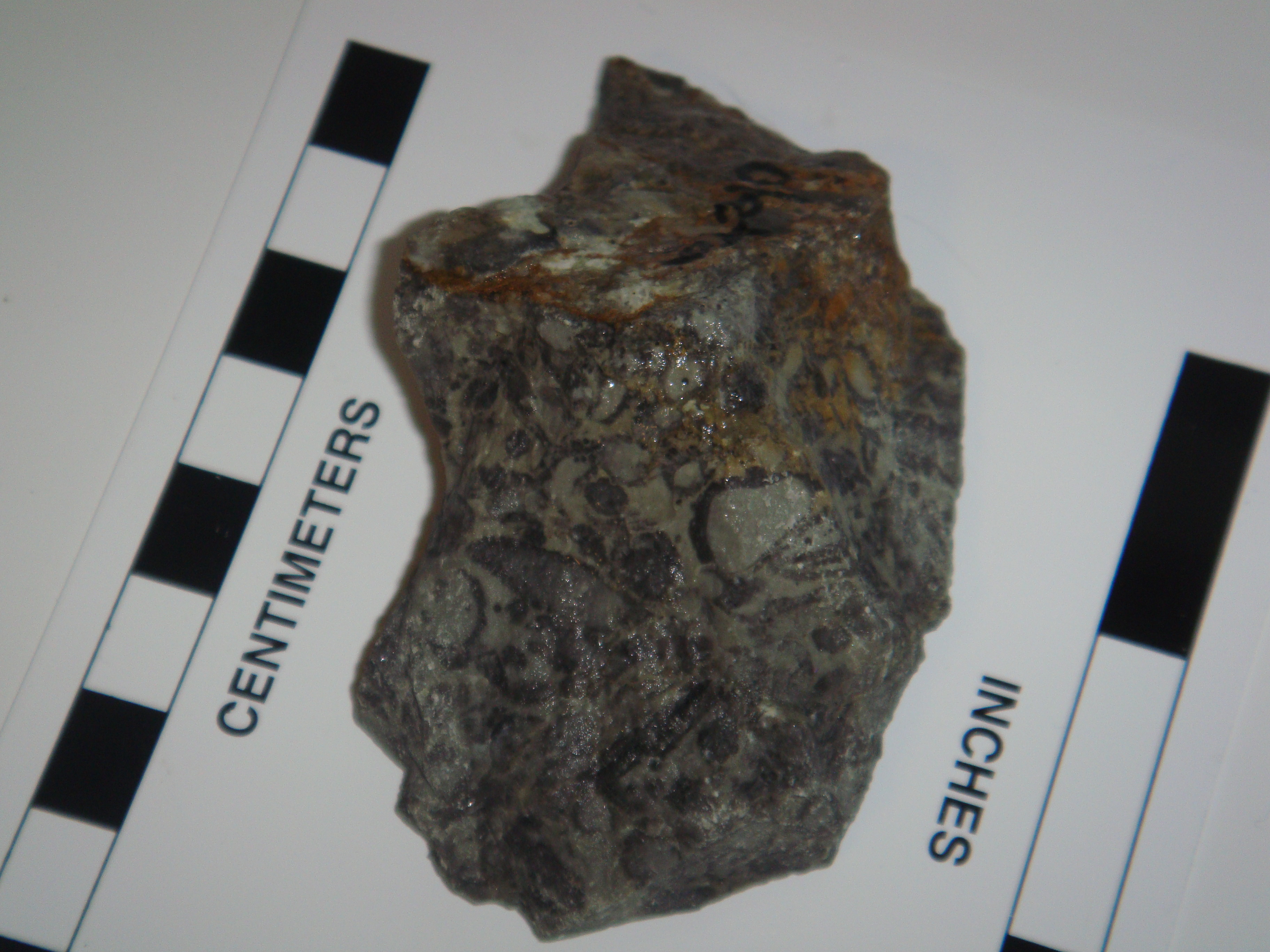
حيوان الأركيوثياسيد، أول كائن حي في سلسلة بناء الشعاب، وقد جاء إلى الحياة نتيجة تشكل بوليتا في منطقة وادي الموت

يعرّف علماء الجيولوجيا الشعاب والمصطلحات المتعلقة بها (على سبيل المثال، الشعاب الجيرية والشعاب الكناسة والشعاب ذات الروابي الكربونية) باستخدام عوامل معينة مثل الرواسب المتحررة والهيكل الداخلي والتركيب الحيوي. فليس هناك إجماع كامل على تعريف يعتد به على مستوى العالم فيما يتعلق بالشعاب. ولكن السطور التالية ستحمل بين طياتها تعريفًا مفيدًا يمكننا بموجبه التفرقة بين الشعاب والروابي. فكل منهما يمثل مجموعة متنوعة من التراكمات الرسوبية العضوية: كما يتميز الاثنين بخصائص رسوبية تكونت نتيجة تفاعل بين الكائنات الحية مع البيئة التي تعيش فيها حيث تتمتع تلك بحياة كاملة كما أن تركيبها الحيوي يختلف عن تلك التي تكون موجودة على سطح البحر وفي أعماقه المحيطة. ترتكز الشعاب على بنية عظمية مجهرية. وتُعد الشعاب المرجانية مثالاً حيًا على هذا النوع. تنمو الشعاب المرجانية والطحالب الجيرية فوق بعضها البعض لتشكل هيكلاً ثلاثي الأبعاد يتم تعديله بطرق مختلفة بواسطة الكائنات الحية الأخرى والعمليات غير العضوية. ونجد على العكس أن الروابي تفتقر إلى البنية العظمية المجهرية. إذ تتشكل الروابي عن طريق الكائنات المجهرية أو الكائنات الحية والتي لا ليس لها هيكل عظمي. علاوة على ذلك، قد تتشكل الربوة الجرثومية في الأساس عن طريق بكتيريا الزراقم. وتوجد بين أيدينا أمثلة حية على وجود الشعاب الكناسة التي تشكلت بواسطة بكتيريا الزراقم في البحيرة المالحة الكبرى بولاية يوتاه (بالولايات المتحدة) وفي خليج القرش في غربي أستراليا.
لا تحتوي بكتيريا الزراقم على هياكل عظمية كما أنها عبارة عن أجسام مفردة مجهرية. تعمل بكتيريا الزراقم على تعزيز ترسب أو تراكم كربونات الكالسيوم، ويمكنها توليد أجسام ترسيبية واضحة المعالم في التركيبة التي تتخذ من أعماق البحار موطنًا لها. لقد كانت روابي بكتيريا الزراقم أكثر وفرة فيما مضى، وذلك تحديدًا قبيل حدوث تطور في الكائنات الحية المجهرية الصدفية، إلا أنها لا تزال نشطة حتى يومنا هذا (تعد الرقائق الكلسية الطحلبية من الروابي الجرثومية التي تتمتع ببنية داخلية مصفحة). وقد أسهم كل من المرجانيات والزنبق البحري بشكل عام في حدوث الرواسب البحرية على مدار الفترة الزمنية لحقبة المسيسيبي (على سبيل المثال) حيث يتولد من تلك الكائنات نوع مختلف من الروابي. تتميز المرجانيات بأنها صغيرة الحجم، كما أن الهياكل العظمية للزنبق البحري عرضة للتحلل. على الرغم مما سلف ذكره، إلا أن مروج المرجانيات والزنبق البحري يمكنها البقاء على مدار الزمن وتوليد أجسام ترسيبية واضحة المعالم ذات بيئة من الرواسب.
هذا ويحمل الحزام البروتزوري للمجموعة العظمى بداخله برهانًا واضحًا على الهياكل الجرثومية بشقيها المضفرة والمقببة والتي تتشابه في تركيبها مع الرقائق الكلسية الطحلبية.

### الهياكل الجيولوجية للشعاب

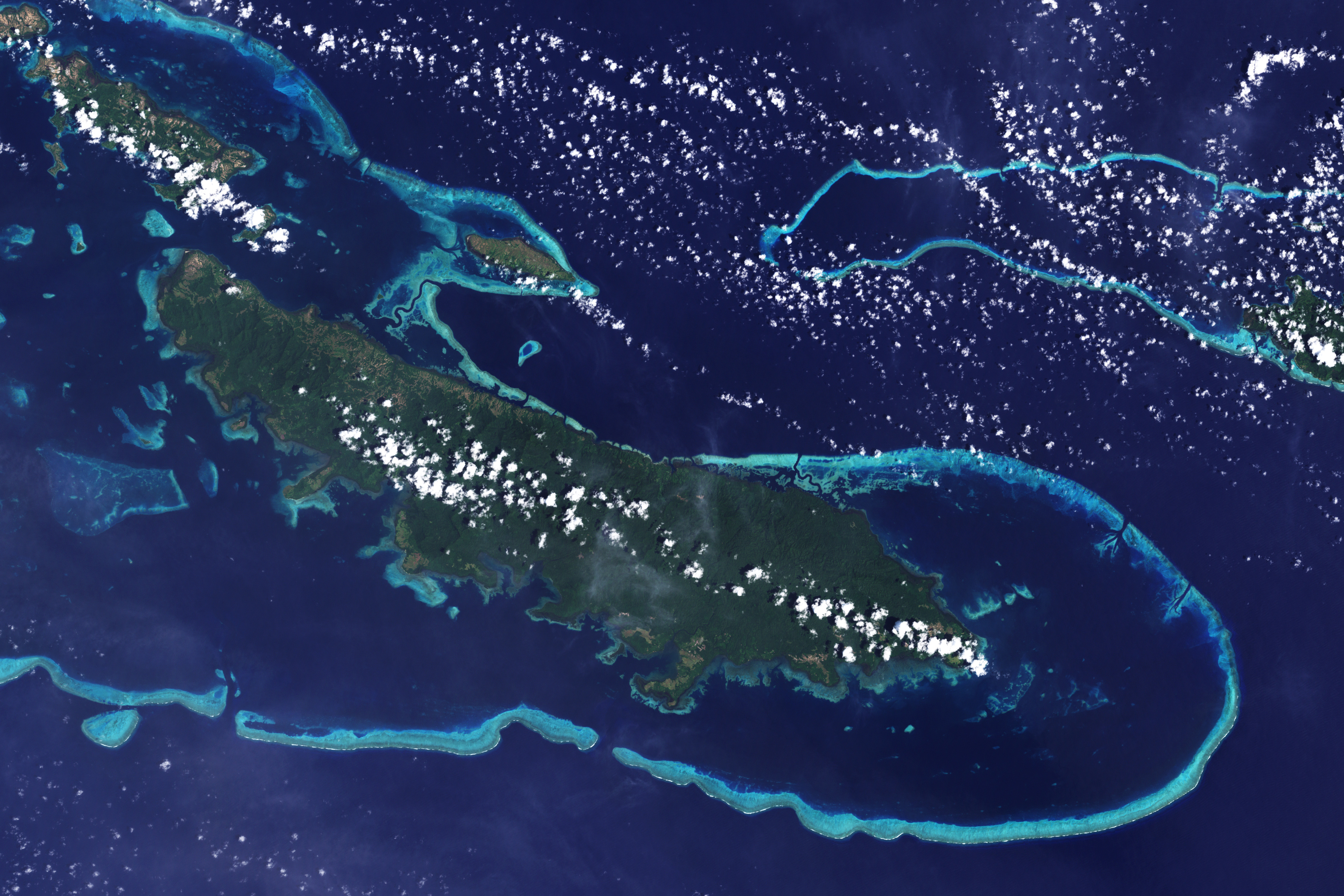
شعاب بحرية على طول جزيرة فاناتيناي الواقعة على شريط جزر لوسادي اركيبلاجو.

تمثل الشعاب القديمة المندثرة بين الطبقات أهمية كبيرة لـ الجيولوجيين لأنها كنز به معلومات بيئية قديمة تتعلق بـ تاريخ الأرض. علاوة على ذلك، تمثل هياكل الشعاب التي تولدت بسبب ظاهرة الترسب الصخري حجر عثرة قد يحول دون الوصول إلى الوقود الحفري أو السوائل المعدنية التي تشكل البترول أو المعادن.
لقد كانت المرجانيات بما فيها بعض الفصائل الرئيسية التي تعرضت للانقراض كالشعاب المتجعدة والمجدولة، من جملة الشعاب المنتجة المهمة وذلك على مدار حقب كثيرة من العصر الفانزوري منذ حقبة العصر الأردفيشي. بالرغم من ذلك، هناك فصائل عضوية أخرى كالطحالب الكلسية، وبخاصة أعضاء فصيلة الطحالب الحمراء رودوفيتا والرخويات (وتحديدًا الرخويات ثنائية الصمام التي تواجدت على مدار الحقبة الطباشيرية) شكلت هياكل ضخمة على مدار حقب زمنية متفاوتة. وعند النظر إلى العصر الكامبري، سنجد أنه شهد وجود الهياكل العظمية المخروطية أو الأنبوبية للأركيوسيثا، وهي فصيلة منقرضة من نظيراتها المشكوك في أمرها (وقد تكون الفصيلة الإسفنجية) والشعاب المتكونة. أما بالنسبة للفصائل الأخرى مثل المرجانيات فتعد من الكائنات العضوية النسيجية الخلوية التي تعيش وسط الشعاب المنتجة الهيكلية. أما بالنسبة للشعاب المرجانية التي تشكل معظم فصائل الشعاب في الوقت الراهن كالشعاب الصخرية، فقد ظهرت إلى النور عقب وقوع انقراض للكائنات التي تواجدت بالعصر الترياسي القديم والذي قضى على المرجانيات المتجعدة الأولى (وكذلك العديد من الفصائل الأخرى) وباتت بشكل متزايد تشكل سلاسل شعابية منتجة ومهمة على مدار الحقبة الوسطى. ويبدو أن تلك الفصائل تمثل سليلة المرجانيات المتجعدة الأولى. تتكون الهياكل العظمية للمرجانيات المتجعدة من أجسام متكلسة وتتمتع باتساق مختلف عن المرجانيات الحجرية أو الصخرية التي تتشكل هياكلها العظمية من كربونات الكالسيوم الكريستالية. وعلى الرغم مما تقدم، إلا أن بين أيدينا بعض الأمثلة الاستثنائية للمرجانيات المتجعدة المكونة من كربونات الكالسيوم الكريستالية والتي حافظت على بقائها على مدار حقب معينة بالعصر القديم. علاوة على ذلك، تم تصنيف المرجانيات الكلسية ضمن فصيلة ما بعد ظهور اليرقة بالمرجانيات الصخرية أو الحجرية القلائل. بالرغم من ذلك، فإن الشعاب المرجانية الكلسية (التي ظهرت في الحقبة الترياسية الوسطى) ربما تكون قد نشأت من نوع مستقل لا يتبع فصيلة معينة (اختفت في العصر القديم).

## وصلات خارجية
- Coral Reefs of the Tropics:حقائق وصور فوتوغرافية وأفلام من منظمة الحفاظ على الطبيعة
- NOS Data Explorer نسخة محفوظة 21 ديسمبر 2008 على موقع واي باك مشين. - مدخل للحصول على معلومات من الإدارة الوطنية لدراسة المحيطات والغلاف الجوي